# Istituto Nazionale di Statistica
O Istituto Nazionale di Statistica (ISTA) é um instituo público diretamente ligado ao governo italiano que tem como objetivo realizar atribuições ligadas às geociências e estatísticas sociais, demográficas e econômicas para suprir órgãos das esferas governamentais, para instituições e ao público em geral, na Itália. Suas atividades incluem realizar o censo da população italiana, realizar censos econômicos e uma série de pesquisas e análises sociais. O ISTAT é o maior produtor de informação estatística na Itália e é um membro ativo do Sistema Estatístico Europeu, coordenado pelo Eurostat.